# Ercole Ronco
Ercole Ronco (Torino, 16 aprile 1890 – 10 ottobre 1967) è stato un militare italiano, generale di corpo d'armata e Capo di Stato Maggiore del Regio Esercito.

## Biografia
Nacque a Torino il 16 aprile 1890, figlio di Attilio e Apollonia Vercellino. Frequentò la Regia Accademia Militare di Modena da cui uscì con il grado di sottotenente il 17 settembre 1911, assegnato al 2º Reggimento alpini, partecipando poi alla Guerra italo-turca dove fu decorato con una Medaglia d’argento al valor militare per il coraggio dimostrato nel combattimento di Bu Mafer, l’8 ottobre 1912.
Con il grado di capitano, e poi di maggiore, prese parte alla prima guerra mondiale, dove ricoprì incarichi in seno allo Stato maggiore della 36ª Divisione, venendo decorato con due Croci di guerra al valor militare. Negli anni 1919-1921 frequentò la Scuola di guerra dell'esercito, operando in seno al Regio corpo truppe coloniali della Cirenaica negli anni dal 1929 al 1931, partecipando alle operazioni di polizia coloniale. Assolse vari incarichi allo Stato maggiore del Regio Esercito a Roma.
Promosso colonnello, comandò il 94º Reggimento fanteria "Messina" di stanza a Fano, e quindi la Scuola allievi ufficiali di complemento. Durante la seconda guerra mondiale fu Capo di stato maggiore del Comando Superiore delle forze armate dell'Egeo (EGEOMIL) a Rodi, venendo decorato con la Croce di Cavaliere dell’Ordine militare di Savoia. Nel 1942, con il grado di generale di brigata, assunse il comando della 184ª Divisione paracadutisti "Nembo", operante dapprima in Toscana e poi in Sardegna, regione quest'ultima, in cui si trovava nei giorni dell'armistizio con gli Alleati dell’8 settembre 1943.
All’interno della sua divisione si verificarono alcuni episodi di ammutinamento dei reparti, il più grave dei quali fu quello del XII Battaglione del 184º Reggimento, al comando del maggiore Mario Rizzatti, che decise di continuare a combattere a fianco degli ex alleati tedeschi. Nel tentativo di sedare tale ammutinamento perse la vita il colonnello Alberto Bechi Luserna, che fu poi decorato con la Medaglia d'oro al valor militare alla memoria.
Sostituito dal generale Giorgio Morigi al comando della divisione, nel dicembre 1944 assunse il comando della 30ª Divisione di sicurezza interna "Sabauda" che operò in Sicilia contro i moti insurrezionali separatisti.
Nel febbraio 1945 divenne Capo di stato maggiore del Regio Esercito al posto del generale Paolo Berardi, carica che lasciò nel luglio successivo, per ragioni di opportunità politica, al generale Raffaele Cadorna. Il 27 gennaio 1945 il Gruppo di Combattimento "Piceno" del Corpo Italiano di Liberazione assunse la denominazione di Comando Divisione Piceno - C.A.C.F.I.C. (Centro Addestramento Complementi per Forze Italiane di Combattimento) e per assolvere a tali funzioni venne trasferito nella zona di Cesano di Roma. Comandante era il generale di brigata Emanuele Beraudo di Pralormo, sostituito a fine febbraio dal parigrado Ezio Vegni a sua volta sostituito a sua volta dal parigrado Ercole Ronco nel maggio 1945.

### Annotazioni
1. ↑  Caduto in combattimento durante la difesa di Roma nel giugno 1944, e decorato di Medaglia d’oro al valor militare alla memoria dal governo della Repubblica Sociale Italiana.
2. ↑  Il 1 dicembre 1945 la divisione cessò di esistere e il personale andò a costituire il Comando Scuole Centrali Militari di Cesano.

### Fonti
1. 1 2 3 4 5  Bianchi 2012, p. 225.
2. 1 2  Bassetti 2009, p. 110.
3. ↑  Bassetti 2009, p. 111.
4. 1 2 3  Bianchi 2012, p. 226.
5. ↑  Bassetti 2009, p. 112.
6. ↑  Gazzetta Ufficiale del Regno d’Italia n.228, del 5 ottobre 1938 Supplemento, pag.5.